# قره‌ولی، بالاکن
قره‌ولی (به لاتین: Qaravəlili) یک منطقه مسکونی در جمهوری آذربایجان است که در شهرستان بالاکن واقع شده‌است. قره‌ولی ۲۰۳۴ نفر جمعیت دارد.